# ويليام ايمانويل إبراهام
ويليام ايمانويل إبراهام (بالإنجليزية: William Emmanuel Abraham)‏ هو فيلسوف غاني، ولد في 1934.